# Чирешу (комуна, Мехедінць)
Чирешу (рум. Cireșu) — комуна у повіті Мехедінць в Румунії. До складу комуни входять такі села (дані про населення за 2002 рік):
- Буноайка (205 осіб)
- Жупинешть (79 осіб)
- Негруша (216 осіб)
- Чирешу (283 особи)

Комуна розташована на відстані 284 км на захід від Бухареста, 23 км на північний захід від Дробета-Турну-Северина, 146 км на південний схід від Тімішоари, 115 км на північний захід від Крайови.

## Населення
За даними перепису населення 2002 року у комуні проживали 783 особи.
Національний склад населення комуни:
| Національність   | Кількість осіб | Відсоток |
| ---------------- | -------------- | -------- |
| румуни           | 781            | 99,7%    |
| німці            | 1              | 0,1%     |
| росіяни-липовани | 1              | 0,1%     |

Рідною мовою назвали:
| Мова      | Кількість осіб | Відсоток |
| --------- | -------------- | -------- |
| румунська | 781            | 99,7%    |
| німецька  | 1              | 0,1%     |
| російська | 1              | 0,1%     |

Склад населення комуни за віросповіданням:
| Релігія        | Кількість осіб | Відсоток |
| -------------- | -------------- | -------- |
| православні    | 779            | 99,5%    |
| лютерани       | 2              | 0,3%     |
| римо-католики  | 1              | 0,1%     |
| греко-католики | 1              | 0,1%     |

## Зовнішні посилання
- Дані про комуну Чирешу на сайті Ghidul Primăriilor